# Orobanche
Orobanche es un género con unas ciento veinte especies aceptadas de plantas parásitas, de la familia de las orobancáceas.

## Descripción
Son plantas pequeñas, con un porte de 10 a 60 cm de altura, dependiendo de la especie. Se reconocen fácilmente por sus vástagos coloreados de amarillo paja que carecen totalmente de clorofila, teniendo sus flores forma de lengua de dragón, amarillos, blancas o azules, según la especie. Los tallos de la flor son escamosos, con un ápice denso, de diez a veinte flores en la mayoría de las especies, aunque tienen una sola en O. uniflora. Las hojas se distribuyen en escalera, son simples y de forma triangular. Las semillas son diminutas, de color marrón oscuro que ennegrecen con la edad. Estas plantas florecen generalmente desde finales de invierno hasta finales de primavera. Cuando no lo hacen, no hay ninguna parte de estas plantas visible sobre la superficie del suelo. 
Como no tienen clorofila son totalmente dependientes de otras plantas, es decir, parásitas. Las plántulas unen sus raíces a las de las plantas huésped próximas para tomar el agua y los nutrientes.
Algunas especies parasitan únicamente a una determinada especie de planta, tal como Orobanche hederae, que lo hace con la hiedra (Hedera helix); estas especies se denominan a menudo según la planta a la que parasitan. Otras pueden parasitar varios géneros, tales como Orobanche minor, que parasita  tréboles (Trifolium) y otras leguminosas.
Orobanche ramosa es nativa de Europa central y suroccidental pero se encuentra naturalizada en muchos otros lugares, se la considera como la mayor amenaza para las cosechas en algunas zonas. Algunas plantas que pueden ser parasitadas son: tomate, berenjena, patata, repollo, cóleos, pimientos, girasol, apio y guisantes. En las zonas muy infectadas pueden causar una pérdida total de la cosecha.

## Distribución
Crece esencialmente en el hemisferio norte templado; con una cantidad menor de representantes en América central y este y norte de África, hay unas veinticinco especies en China.

## Especies

### Especies aceptadas
- Véase: Anexo: especies del género Orobanche (Orobanchaceae)

### Especies presentes en la península ibérica
- Orobanche alba Steph. ex Willd.
- Orobanche almeriensis A.Pujadas
- Orobanche amethystea Thuill.

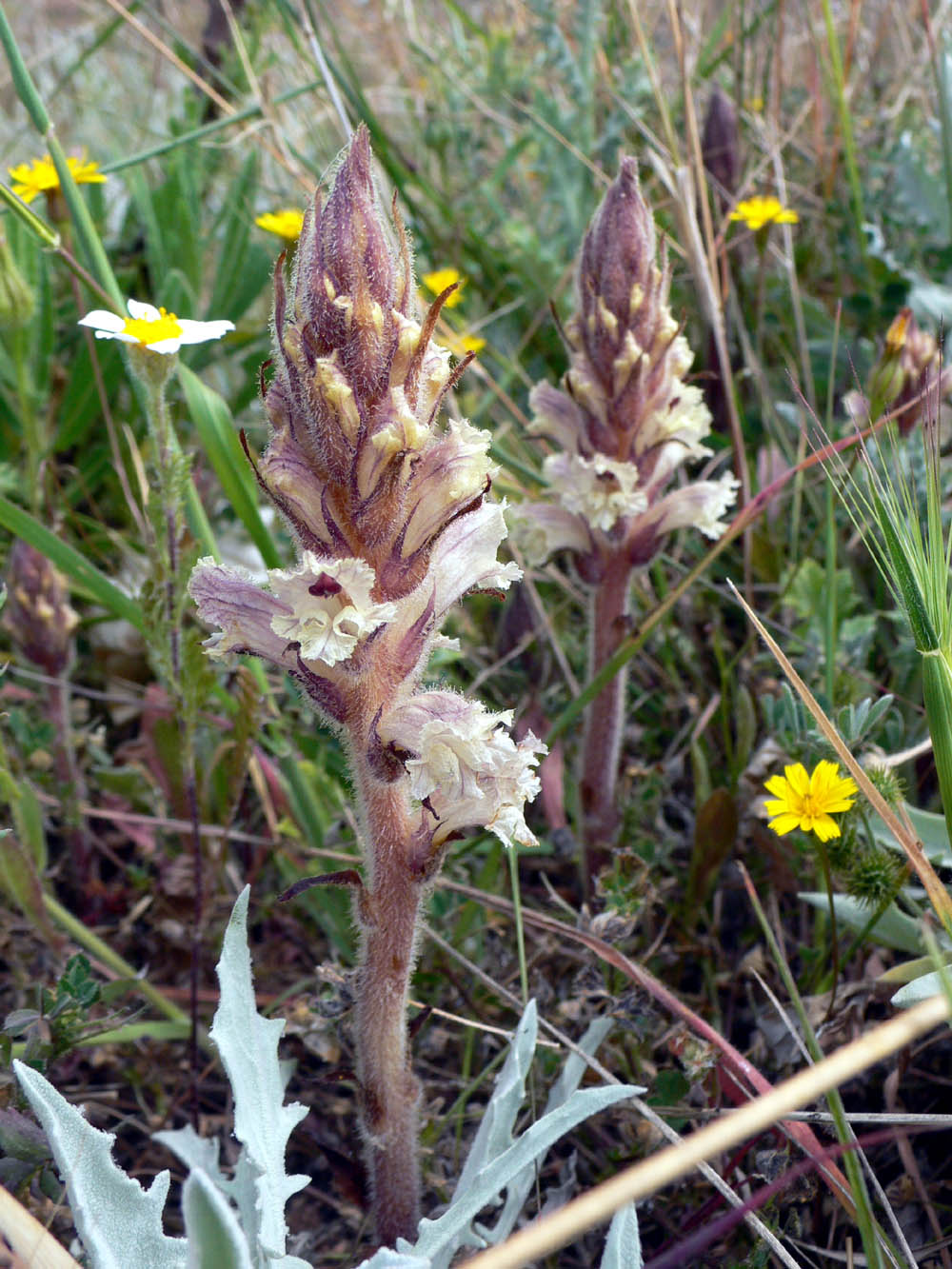
Orobanche amethystea, vista general.

- - Orobanche amethystea subsp. amethystea Thuill.
  - Orobanche amethystea subsp. castellana (Reut.) Rouy
- Orobanche arenaria Borkh.
- Orobanche artemisiae-campestris Vaucher ex Gaudin
- Orobanche austrohispanica M.J.Y.Foley
- Orobanche ballotae A.Pujadas
- Orobanche bartlingii Grisel.
- Orobanche berthelotii Webb et Berth.
- Orobanche calendulae Pomel

- Orobanche caryophyllacea Sm.
- Orobanche cernua L.
- Orobanche clausonis Pomel

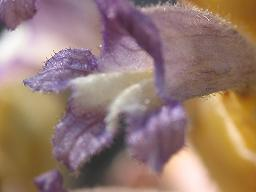
Orobanche ramosa,detalle de una flor.

  - Orobanche clausonis subsp. hesperina (J.A.Guim.) M.J.Y.Foley
- Orobanche crenata Forssk. - espárrago de lobo, espárrago de perro, hierba tora.[3]
- Orobanche crinita Viv.
- Orobanche densiflora Salzm. ex Reut.
- Orobanche elatior Sutton
- Orobanche foetida Poir.
- Orobanche gracilis Sm.
- Orobanche gratiosa (Webb & Berth.) Linding.
- Orobanche haenseleri Reut.
- Orobanche hederae Vaucher ex Duby
- Orobanche laserpitii-sileris Reut. ex Jord.
- Orobanche latisquama (F.W.Schultz) Batt.
- Orobanche lavandulacea Rchb.
- Orobanche lutea Baumg.
- Orobanche lycoctoni Rhiner
- Orobanche minor Sm.
- Orobanche montserratii A. Pujadas & D. Gómez
- Orobanche olbiensis (Coss.) Nyman
- Orobanche purpurea Jacq.
- Orobanche ramosa L.
  - Orobanche ramosa subsp. mutelii (F.W. Schultz) Cout.
  - Orobanche ramosa subsp. nana (Reut.) Cout.
- Orobanche rapum-genistae Thuill..
- Orobanche reticulata Wallr.
  - Orobanche reticulata subsp. reticulata Wallr.
- Orobanche rosmarina Beck
- Orobanche schultzii Mutel
- Orobanche teucrii Holandre
- Orobanche tunetana Beck
- Orobanche variegata Wallr.[4]